# Bromheadia finlaysoniana
Bromheadia finlaysoniana là một loài thực vật có hoa trong họ Lan. Loài này được (Lindl.) Miq. mô tả khoa học đầu tiên năm 1859.

## Hình ảnh

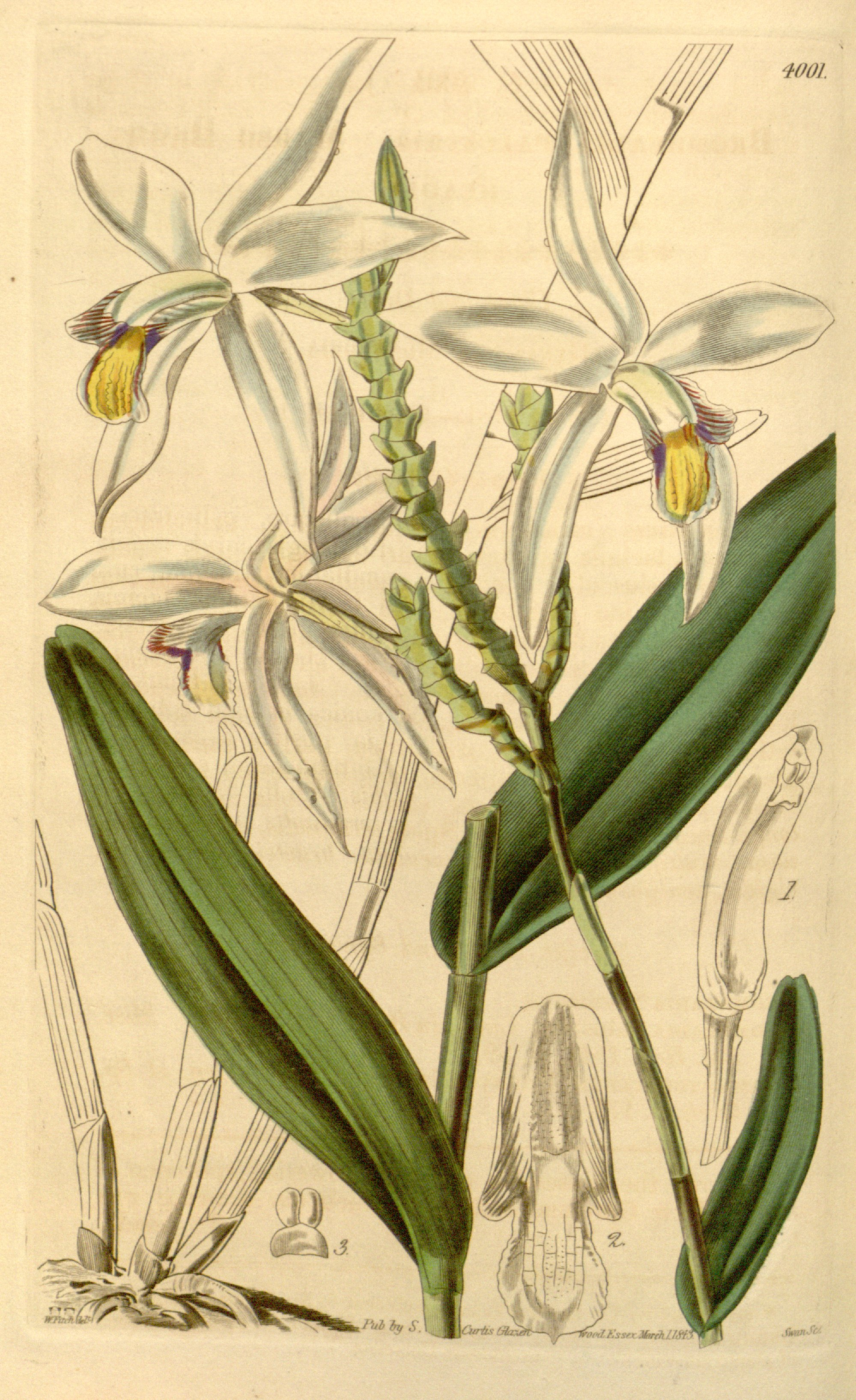